# 迷你围棋
迷你围棋（韩文：바투（바鬥））是一种近年由韩国设计的类似围棋的棋盘游戏。需要使用电脑对弈。与围棋相比，迷你围棋的棋盘只有11路，但加入了布局手、隐藏子等元素，使得其更具变化。

## 规则

### 开局
- 对局开始时，双方一方执白，一方执黑，各下三手，这三手对方暂时看不到，每手的价值为5目。双方都下完三手棋后，才能看到对方下的三手棋。如果双方的布局手有重叠，则重叠的棋子将消失，而重叠的点将成为减目点。
- 布局双方各下三手棋后，对局双方以贴目多少来决定哪一方执黑先下。贴目数多的一方先下，另一方获得先下一方贴的目数。如双方最初贴出的目数相同，将再进行一次争先手。双方贴出的目数连续两次相同，系统将随机决定先后手，后手一方得到第二次贴的目数。争先手时贴目最少0目，最多50目。

### 加目点和减目点
- 棋盘上标有“-”号的点为减目点，无论哪一方第一次把棋子下到减目点时将减5目；标有“+”的为加目点，棋子第一次下到加目点时加5目。

### 隐藏手
- 隐藏手是对方看不见的棋子。对局双方每人都有一次下隐藏手的机会。隐藏手到对方发现为止，一直处在对方看不见的状态。以下情况隐藏手将会显露出来：

1. 一方下在另一方隐藏手点上。
2. 利用隐藏手提对方棋子时。
3. 隐藏手被提掉时。
4. 下在另一方利用隐藏手做的眼中。

- 当一方使用隐藏手后，另一方有一次查找对方隐藏手的机会。使用查找功能无论查找是否正确都不影响继续下子。使用查找隐藏手将减少2目。

### 计算点数
- 根据双方目数多少决定胜负，目数多的一方获胜。最终点数=棋盘上活着的棋子数总和+特殊棋子点数和加减目点+围的点数 （但一方空中的减目点不计）+贴还点数（后手时）